# 카시라

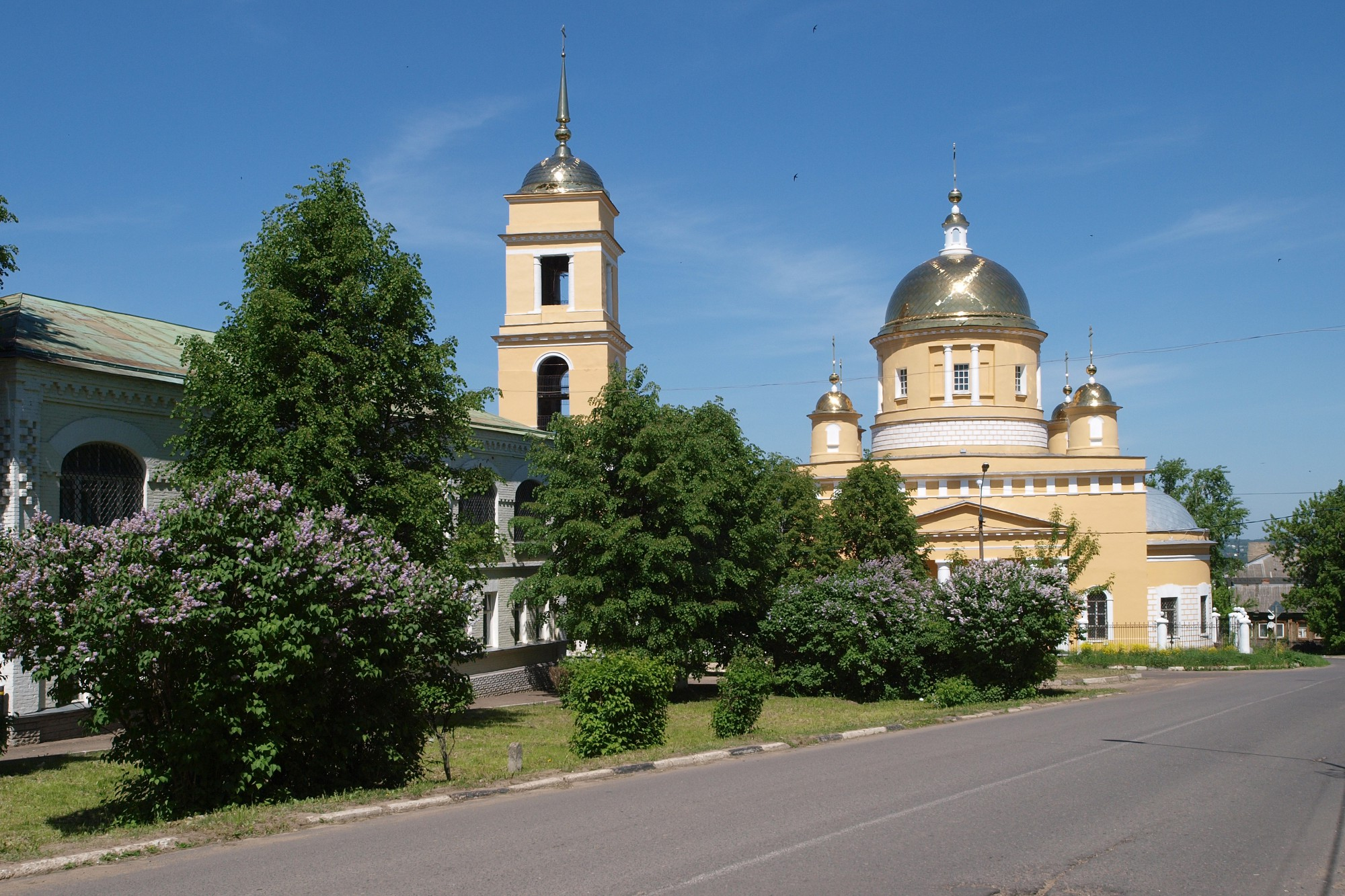

카시라(러시아어: Каши́ра)는 모스크바주에서 115 km지점에 위치해 있다. 남쪽으로는 모스크바가 위치해 있고, 오카강이 흐른다. 카시라군의 중심지이고, 모스크바-도네츠크 연결 지점에 위치해 있다. 인구는 1만 410명(2002년)이다. 3개의 박물관이 있다.